# Tazoult
Tazoult (en arabe: تازولت ; en amazigh : Taẓult) anciennement Lambèse pendant la colonisation française, est une commune algérienne de la wilaya de Batna, siège de daïra, située à 11 km à l'est de Batna, à 25 km à l'ouest de Timgad et à 90 km à l'ouest de Khenchela.

## Géographie

### Situation
Le territoire de la commune de Tazoult est situé au centre de la wilaya de Batna.
| Batna                                | Batna, Ouyoun El Assafir | Ouyoun El Assafir |
| Oued Chaaba, Ben Foudhala El Hakania | Tazoult                  | Oued Taga         |
| Ben Foudhala El Hakania              | Oued Taga                | Oued Taga         |

### Relief
Située à 1 200 m d'altitude, l'agglomération est cernée par le djebel Doufana et les monts Oustili  à l'ouest et le djebel Tafrent au sud.

### Climat
| Mois                              | jan. | fév. | mars | avril | mai | juin | jui. | août | sep. | oct. | nov. | déc. | année |
| --------------------------------- | ---- | ---- | ---- | ----- | --- | ---- | ---- | ---- | ---- | ---- | ---- | ---- | ----- |
| Température minimale moyenne (°C) | 2    | 3    | 5    | 7     | 12  | 17   | 20   | 20   | 16   | 11   | 6    | 3    | 10    |
| Température moyenne (°C)          | 5    | 6    | 8    | 12    | 17  | 22   | 26   | 25   | 21   | 15   | 10   | 6    | 15    |
| Température maximale moyenne (°C) | 8    | 10   | 12   | 16    | 21  | 27   | 32   | 31   | 26   | 20   | 13   | 10   | 19    |
| Record de froid (°C)              | −7   | −11  | −6   | −2    | −1  | 6    | 8    | 10   | 6    | 0    | −3   | −7   | −11   |
| Record de chaleur (°C)            | 22   | 22   | 25   | 30    | 36  | 37   | 40   | 38   | 38   | 32   | 27   | 30   | 40    |

### Localités de la commune

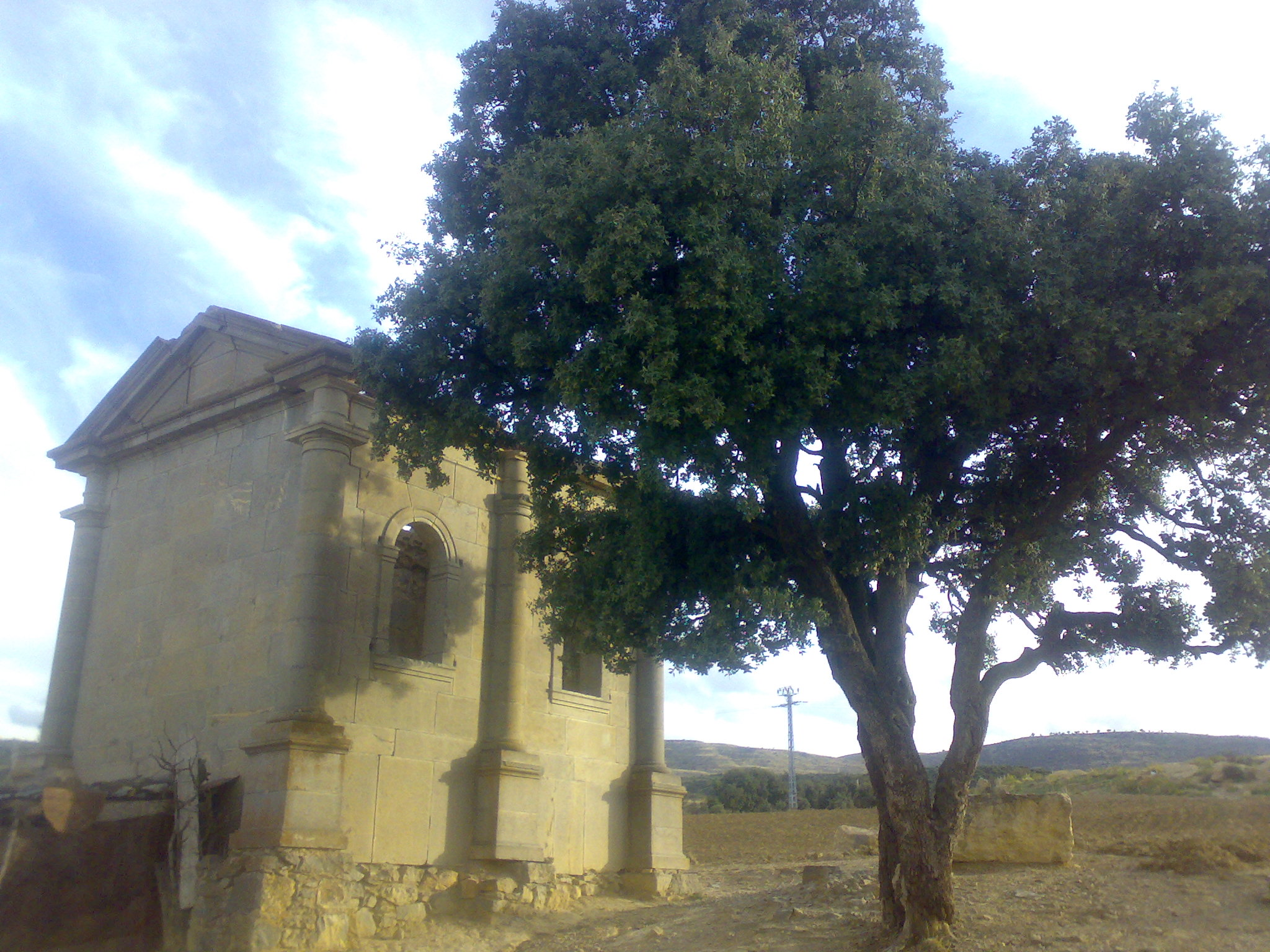
Chapelle de la famille Labarrere à Tazoult.

Lors du découpage administratif de 1984, la commune de Tazoult est composée des localités suivantes :
- Boukha
- Bouzène
- Chaabet El Ghoul
- Chenatif
- Draa Ben Sebbah
- Intendant
- Latrèche
- Markouna
- Merfeg Sidi Belkheir
- Oued Bouhayoun
- Oustilli
- Tazoult
- Tifiracine
- Touafez

## Histoire

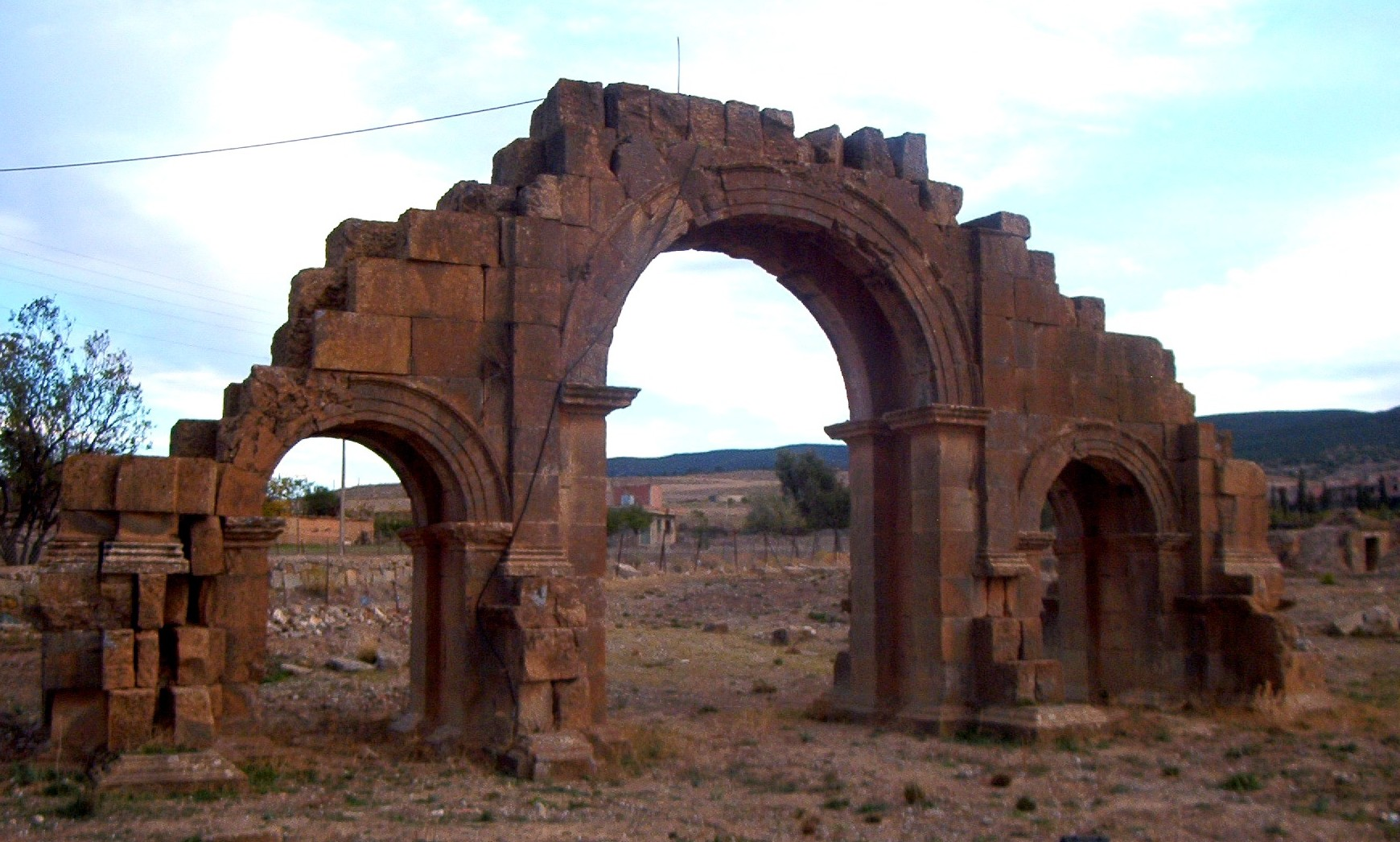
Arc de triomphe romain.

### Antiquité
À l'origine, Tazoult est une ville garnison, fondée en l'an 81 par la IIIe légion romaine, installée sous Titus, qui lui a donné le nom de Lambaesis. Marc Aurèle y édifia une cité qui devint sous Septime Sévère la  résidence du légat de Numidie. Lambaesis, capitale de la Numidie, avait alors une population de plus de 1862 civils.
La ville se développa mais lorsque la légion est dissoute en 238, la cité est privée de son soutien économique majeur.
Au Ve siècle, la ville est détruite par les Berbères et rétrograde au rang de bourgade de seconde zone avant de disparaître presque complètement à l'époque byzantine.  

### Époque coloniale française
Les Romains y envoyaient leurs détenus politiques et, à leur imitation, les Français y établirent une colonie pénitentiaire. Durant l'époque coloniale, une prison militaire est créée par décret en janvier 1850. Elle sert à emprisonner les insurgés des Journées de juin 1848 et des condamnés de droit commun et est gardée par un détachement du 3e régiments de zouaves.
Les ruines qui couvraient plus de 800 ha ont servi d'abord à la construction du pénitencier et ensuite pour la construction du centre colonial. Un petit village peuplé d’ouvriers, d’artisans et de commerçants se forme autour de la prison. En 1862, une colonie agricole de 4619 hectares est créée, pour une centaine de colons. Le peuplement entraîne la création d’une commune de plein exercice en 1869[réf. nécessaire]. Quelques bâtiments publics complètent l’établissement : église, hôpital, bureau de poste. Les prisonniers peuvent vendre une partie de leur production, afin de se constituer un pécule qui leur est remis à leur libération.
Le bagne de Lambèse est connu pour ses conditions carcérales extrêmement dures ,. Il accueille, à l’époque de la conquête de l’Algérie, ceux qui combattaient la France. Pendant la Guerre d'Algérie, des indépendantistes et des militaires réfractaires, en particulier les militants communistes dits Soldats du refus, y sont incarcérés,,,.

### Époque de l'Algérie indépendante
Après l’indépendance de l'Algérie, Lambèse constitue une commune du département de Batna qui englobe les villes de Lambèse et de Laveran. Puis la ville est débaptisée et prend le nom de Tazoult.
Le bagne est converti en pénitencier. Comme à l’époque coloniale, les prisonniers y vivent dans des conditions carcérales faisant fi des droits de l’homme. Des opposants politiques de toutes obédiences et les bandits de la grande délinquance y ont été incarcérés ,.
En 1984, Tazoult est une commune à part entière, constituée de quatorze localités et dotée d'infrastructures économiques, sociales, culturelles et sportives.

## Toponymie
Le nom de Tazoult est un mot berbère désignant le khol en touareg ou l'antimoine dans les autres variantes algériennes ou marocaines.

## Démographie

### Pyramide des âges
| Hommes | Classe d’âge | Femmes |
| ------ | ------------ | ------ |
| 0,53   | 80 et +      | 0,50   |
| 1,15   | 70 à 79 ans  | 1,24   |
| 1,87   | 60 à 69 ans  | 1,84   |
| 3,77   | 50 à 59 ans  | 3,56   |
| 4,95   | 40 à 49 ans  | 5,19   |
| 6,82   | 30 à 39 ans  | 7,09   |
| 11,33  | 20 à 29 ans  | 10,47  |
| 11,00  | 10 à 19 ans  | 10,44  |
| 9,50   | 0 à 9 ans    | 8,73   |
| 0,01   | nd           | 0,03   |

### Évolution démographique
| 1880  | 1966   | 1977  | 1984   | 1998   | 2008   |
| ----- | ------ | ----- | ------ | ------ | ------ |
| 4 732 | 64 813 | 9 314 | 11 000 | 22 114 | 27 493 |

## Administration et politique

### Liste des maires
| Période                                  | Période  | Identité        | Étiquette | Qualité |
| ---------------------------------------- | -------- | --------------- | --------- | ------- |
| 1997                                     | 2001     | Moussa Fellah   | FNA       |         |
| 29 novembre 2007                         | 2012     | Moussa Fellah   | FNA       |         |
| 2012                                     | En cours | Cherif Guedouar |           |         |
| Les données manquantes sont à compléter. |          |                 |           |         |

### Éducation
La commune compte deux lycées : le lycée Émir-Abdelkader et le Technicum Slimane-Mohamed, trois collèges d'enseignement moyen (CEM), treize écoles primaires et un centre de formation professionnelle et d'apprentissage (CFPA).

### Santé
La santé de la population est prise en charge par quatre AMG (Assistances médicales gratuites).

## Culture et patrimoine

### Culture
La commune dispose d'un musée et d'une maison de la culture ainsi que d'une bibliothèque de la mairie.

### Patrimoine archéologique

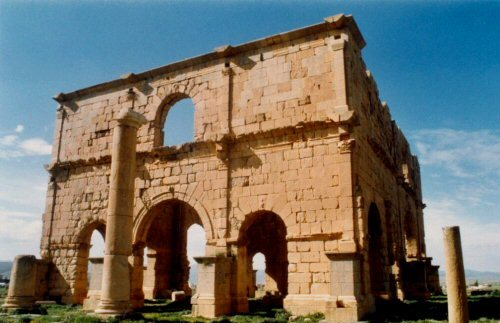
Garnison de Lambèse.

- Le Prétoire
- L'arc de triomphe de Lambèse
- Les arènes romaines
- Le Capitole
- Le temple d'Esculape de Lambèse,
- Le Mithraeum de Lambaesis,
- L'amphithéâtre
- Le musée de Lambèse

## Sport
En matière d'infrastructure sportive la commune dispose d'un stade, de trois aires de jeux de quartiers, d'une salle omnisports et d'une piscine.